# 190-та піхотна дивізія (Третій Рейх)
190-та піхотна дивізія (Третій Рейх) (нім. 190. Infanterie-Division) — піхотна дивізія Вермахту за часів Другої світової війни.

## Історія
190-та піхотна дивізія сформована 4 листопада 1944 року у Франції шляхом перейменування дивізії № 190 (нім. Division Nr. 190), що знаходилася в цей час у Клеве. З'єднання увійшло до 2-го парашутного корпусу генерала парашутних військ Ойгена Майндля.
У листопаді 1944 — лютому 1945 року дивізія вела бої в районі Венло—Клеве—Везеля. Потім потрапила в оточення в Рурському котлі, де й була розгромлена. Капітулювала разом з іншими частинами вермахту у квітні 1945 року.

## Райони бойових дій
- Нідерланди, Німеччина (листопад 1944 — квітень 1945).

## Командування

### Командири
- генерал-лейтенант Ернст Гаммер (нім. Ernst Hammer) (4 листопада 1944 — 13 квітня 1945).

### Підпорядкованість
| Час      | Корпус    | Армія    | Група армій (округ) | Штаб           |
| -------- | --------- | -------- | ------------------- | -------------- |
| 1944     |           |          |                     |                |
| листопад | II пдк    | 1-ша ПдА | Група армій «B»     | Клеве          |
| грудень  | II пдк    | 1-ша ПдА | Група армій «H»     | Клеве          |
| 1945     |           |          |                     |                |
| січень   | LXXXVI ак | 1-ша ПдА | Група армій «H»     | Венло          |
| лютий    | II пдк    | 1-ша ПдА | Група армій «H»     | Венло          |
| березень | LXXXVI ак | 1-ша ПдА | Група армій «H»     | Венло          |
| квітень  | LIII ак   | 1-ша ПдА | Група армій «B»     | Рурський котел |

## Склад
| 1945                                    |
| --------------------------------------- |
| 1224-й гренадерський полк               |
| 1225-й гренадерський полк               |
| 1226-й гренадерський полк               |
| 190-й фузілерний батальйон              |
| 890-й артилерійський полк               |
| 1190-й протитанковий дивізіон           |
| 1190-й інженерний батальйон             |
| 1190-й дивізійний батальйон зв'язку     |
| 1190-те дивізійне управління постачання |
| 1190-й запасний батальйон               |